# Coliseum (Getafe)
El Coliseum es un estadio de fútbol de la ciudad española de Getafe, en la Comunidad de Madrid, ubicado en el barrio de Getafe Norte. En él juega sus partidos como local el Getafe Club de Fútbol. Recibió oficialmente el nombre de Coliseum Alfonso Pérez hasta el 4 de octubre de 2023.

## Historia

### Inauguración

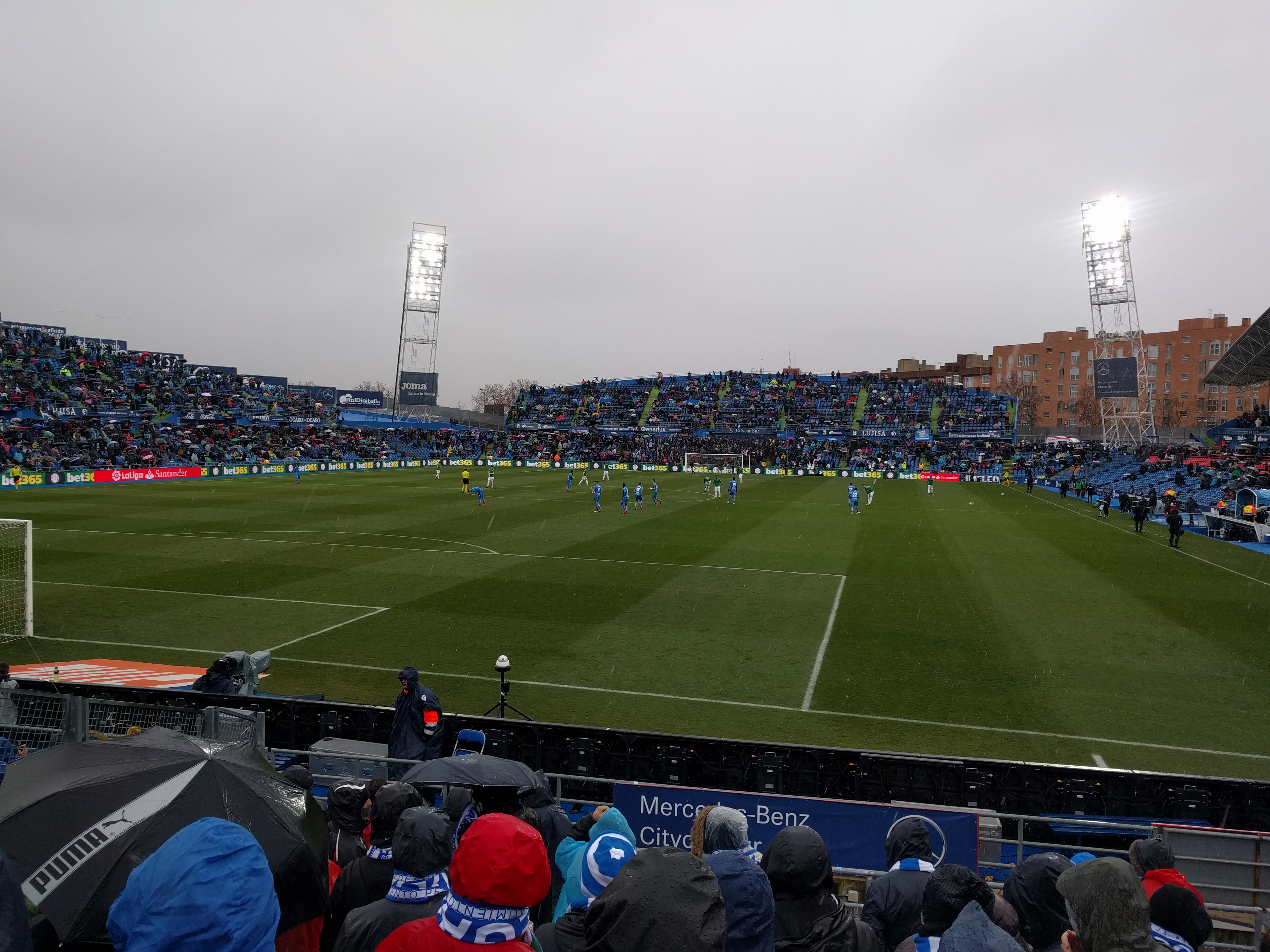
Partido disputado en el Coliseum, entre el Getafe Club de Fútbol y el CD Leganés en febrero de 2018 (0:0)

El estadio fue construido en el año 1998, costando alrededor de 801 000 000 pesetas (casi 4 870 000 euros) fue construido originalmente con una capacidad máxima de 14 500 espectadores y, actualmente, tras varias ampliaciones, tiene una capacidad de 16 500 personas. Las gradas norte y este se asientan sobre unas pequeñas colinas naturales. En la grada oeste se instaló un techo que cubre casi la totalidad de las mismas con el fin de evitar las inclemencias del tiempo. En los últimos años la asistencia media al Coliseum ha superado su tendencia ascendente tras su clasificación a la UEFA Europa League, récord de abonados alcanzando casi 12 000.
El Getafe CF juega en este estadio desde el 30 de agosto de 1998, fecha en la que el conjunto del sur de Madrid jugó su primer partido contra el Talavera en el encuentro inaugural de la Segunda B 1998-99, en la que terminarían perdiendo por 0-1, tras un único gol de David Soriano en el minuto 73, después de haber abandonado el provisional Estadio Juan de la Cierva donde sólo jugaron dos años, tras el derribo del Estadio Municipal de Las Margaritas. Pese a que el Getafe CF jugó el 30 de agosto, la inauguración oficial se produce unos días más tarde, el 2 de septiembre de 1998 con un partido triangular que contaría con la presencia de clubes grandes como el Atlético de Madrid, Borussia Dortmund y Feyenoord.
En este estadio el equipo madrileño ha vivido la época dorada del club, dos ascensos a Segunda División, un ascenso a Primera División, la clasificación para dos finales de Copa del Rey con eliminaciones en semifinales de copa al F. C. Barcelona y al Racing de Santander y unos cuartos de final de la Copa de la UEFA ante el Bayern Múnich.
En el estadio también se han disputado varios partidos amistosos entre selecciones nacionales de fútbol. En mayo de 2010 se celebró en el Coliseum la Final de la UEFA Champions League femenina.
El anterior campo del Getafe se llamaba Estadio Municipal de Las Margaritas y estaba situado cerca de donde hoy se ubica la Residencia Universitaria "Fernando de los Ríos", en la Avenida de las Ciudades. Fue derribado en el año 1996 y hasta que se inauguró el Coliseum el club jugó en el llamado Estadio Juan de la Cierva, dentro del Polideportivo del mismo nombre, en la Avenida de Juan de Borbón.
En junio de 2025 se inició la remodelación del estadio que está planificado que dure 30 meses.

### Controversias
A raíz de unas declaraciones de Alfonso Pérez en relación con el caso Rubiales y que fueron calificadas como machistas por sectores feministas de la sociedad, el propietario del estadio, el Ayuntamiento de Getafe, decidió el cambio de denominación a solamente Coliseum tras consulta previa con la presidencia del club. Esta decisión adelantaba el cambio de nomenclatura ya previsto según acuerdo establecido entre el ayuntamiento y el club, en el que se permitía el cambio de nombre del estadio como fuente de ingresos por patrocinio publicitario.

## Asistencia media
La tabla siguiente muestra la asistencia media en el Coliseum, según partidos de liga.
| Temporada                  | Asistencia media | Porcentaje |
| -------------------------- | ---------------- | ---------- |
| 1999-00 (Segunda División) | 4.395            | 26,64 %    |
| 2000-01 (Segunda División) | 5.405            | 32,77 %    |
| 2002-03 (Segunda División) | 5.324            | 32,27 %    |
| 2003-04 (Segunda División) | 7.048            | 42,73 %    |
| 2004-05 (Primera División) | 12.811           | 77,66 %    |
| 2005-06 (Primera División) | 12.763           | 77,37 %    |
| 2006-07 (Primera División) | 11.053           | 67,00 %    |
| 2007-08 (Primera División) | 10.658           | 64,61 %    |
| 2008-09 (Primera División) | 10.500           | 63,65 %    |
| 2009-10 (Primera División) | 11.347           | 68,78 %    |
| 2010-11 (Primera División) | 11.132           | 67,48 %    |
| 2011-12 (Primera División) | 9.632            | 58,39 %    |
| 2012-13 (Primera División) | 8.553            | 51,85 %    |
| 2013-14 (Primera División) | 7.295            | 44,22 %    |
| 2014-15 (Primera División) | 7.293            | 44,21 %    |
| 2015-16 (Primera División) | 7.425            | 45,01 %    |
| 2016-17 (Segunda División) | 6.576            | 39,85 %    |
| 2017-18 (Primera División) | 10.318           | 62,93 %    |
| 2018-19 (Primera División) | 11.000           | 66,67 %    |
| 2019-20 (Primera División) | 11.786           | 68,24 %    |
| 2020-21 (Primera División) | 0                | 0,00 %     |
| 2021-22 (Primera División) | 8.702            | 52,74 %    |
| 2022-23 (Primera División) | 11.592           | 70,25 %    |
| 2023-24 (Primera División) | 11.456           | 69,43 %    |
| 2023-24 (Primera División) | 11.469           | 69,51 %    |

## Partidos internacionales

### Selección española
La selección española ha disputado dos partidos en Getafe, todos de carácter amistoso, ante Andorra y Georgia.
| Amistoso; 5 de junio de 2004, 22:00 | España                                               | 4:0 (2:0) | Andorra |                                       |                                       |
|                                     | Morientes 25' · Baraja 45' · César 65' · Valerón 89' |           |         | Árbitro(s): Matteo Trefoloni (Italia) | Árbitro(s): Matteo Trefoloni (Italia) |

| Amistoso; 7 de junio de 2016, 20:45 | España | 0:1 (0:1) | Georgia         |                                                                                     |                                                                                     |
|                                     |        |           | Okriashvili 40' | Asistencia: 14.000 espectadores Árbitro(s): Vilhjalmur Alvar Thorarinson (Islandia) | Asistencia: 14.000 espectadores Árbitro(s): Vilhjalmur Alvar Thorarinson (Islandia) |

## Acceso
Al estadio se puede llegar, por transporte público, en las líneas de autobús interurbanas 443, 448, 488, los nocturnos N805 y N807 y la línea urbana 3.
En Metro, la estación de Los Espartales de la línea 12 es la más cercana al recinto.
Y en Cercanías, la estación de Las Margaritas Universidad de la Línea C-4 y la estación de El Casar de la línea C-3 son las más próximas al campo de fútbol.
| Predecesor: Partidos a doble juego | Final de la Liga de Campeones Femenina de la UEFA Getafe 2010 | Sucesor: Craven Cottage Londres 2011 |